# Martin Hansen (Schauspieler)
Martin Hansen (* 1. Januar 1903 in Ulstrup, Kalundborg Kommune; † 30. März 1988 in Hvorslev) war ein dänischer Schauspieler.

## Leben
Martin Hansen wuchs als Sohn des Lehrer-Ehepaares Peder Hansen († 1945) und Kirstine Hansen († 1933) in Ulstrup in der Nähe von Kalundborg auf. Nach seinem Schulabschluss machte er zunächst eine Ausbildung zum Goldschmied. Danach war er einige Zeit lang als Kunstmaler tätig.
Er absolvierte seine Schauspielausbildung von 1926 bis 1929 an der Eleveskole des Königlichen Theaters Kopenhagen, wo er am 14. November 1929 auch sein Bühnendebüt als Darsteller hatte. Als Bühnendarsteller wirkte er in zahlreichen Theaterstücken wie beispielsweise in Mutter Courage und ihre Kinder, Peer Gynt, Macbeth, Othello oder in Maria Stuart mit, aber auch in Operetten, Musicals, Varieté-Shows und in Kabarett-Programmen, so unter anderem auch am Aalborg-Theater, wo er langjährig als festes Ensemblemitglied engagiert war. Er wirkte als Schauspieler vor der Kamera von 1933 bis zum Jahr 1979 in mehr als 30 Film-und-Fernsehproduktionen mit. Hansen war neben seiner Tätigkeit als Schauspieler auch als Schauspielcoach und als Sprachtherapeut tätig. In dieser Funktion war Hansen einer derjenigen, welcher den ursprünglich aus Frankreich stammenden Prinz Henrik in den 1960er-Jahren die dänische Sprache näher gebracht hatte. Im Jahr 1980 zog er sich aus dem Rampenlicht zurück.
Martin Hansen starb am 30. März 1988 im Alter von 85 Jahren in seinem langjährigen Wohnort Hvorslev. Seine Grabstätte befindet sich auf dem Sønder Vinge Kirkegard.

## Filmografie (Auswahl)
- 1933: Tango
- 1933: Kobberbryllup
- 1939: Elverhøj
- 1949: For frihed og ret
- 1951: Mutti darf nicht heiraten
- 1956: De 23 dage
- 1963: Innerhalb der Mauern
- 1964: Dannevirkenatten
- 1965: Kaliber 7,65 – Diebesgrüße aus Kopenhagen
- 1968: Tartuffe
- 1971: Schmuggler
- 1972: Skygger
- 1975: Tadellöser & Wolff (TV-Zweiteiler)
- 1978: Else Kant (TV-Miniserie)
- 1979: Ein Kapitel für sich (TV-Dreiteiler)